# 球面天文学

位置天文學中幾個術語的圖。

球面天文學也稱為位置天文學，是天文學的一個分支，用於確定在任何一個日期和時間由地球上的任意地點所看見的物體在天球上的位置。這是天文學最古老的分支之一，依靠數學的球面幾何學和測量的天體測量學為工具，可以回溯至上古。觀測天體並且持續紀錄，對宗教、守時和航海都是很重要的工作。在天文學上，精確的測量天體位置的科學稱為天體測量學。
球面天文學的主要元素是座標系統和時間。天體在天球上的位置最常使用赤道座標系統，是以地球赤道在天球上的投影為基礎建立的。天體在這個系統內的位置以赤經（α）和赤緯（δ）來標示。相對於地點和時間的位置則可以使用地平座標系統以高度和方位來表示。
在星表中臚列出來的星系和恆星的位置，都是在特定年份中的位置。由於歲差和章動的雙重影響，會使天體的位置隨著時間而改變，而這些與地球的運動有關的位置改變，都會在週期性的出版品上予以修正。
天體曆是確認太陽和行星位置使用的參考表，其中列出了這些天體在特定時間於天球上的位置，可以經由適當的轉換得到在其他座標中的位置。
人類以肉眼在最好的環境下約可見6,000顆恆星（全天計），但在任何時間都有一半是在地平線下看不見的。現代星圖中，人類把天球劃分成88個星座並有標準的星座邊界，每一顆恆星僅能歸屬於一個星座。星座在航海上非常有用，舉例如居於北半球，可利用北極星找到北方，因為它永遠位於天北極附近。

## 行星相互特定的位置
- 合：從地球上觀察兩個天體在天球上黃經相同，主要標示太陽系中各天體的相對位置。
- 黃道面：地球繞行太陽的軌道平面，行星也都在黃道面的附近繞行太陽。
- 距角：由觀測者所在位置測量行星和系統中心所夾的角度，通常這個中心就是太陽的位置。
- 外行星與內行星：軌道在地球內側比地球更靠近太陽的行星稱內行星（水星和金星）；在外側，軌道比地球軌道更大的稱外行星。
- 凌日：內行星在內合的位置在太陽前方經過的現象。

## 與位置天文學相關的古老建築結構
- 也理可溫（英语：Arkaim）
- 奇琴伊察（Chichen Itza）
- 魔術環（英语：Medicine Wheel）
- 金字塔
- 巨石陣
- 太陽廟

### 軟體
- 美國海軍天文台向量天測學副程式（英语：Naval Observatory Vector Astrometry Subroutines）NOVAS：美國海軍天文台用於計算各種常見的天文量和轉換的一個完整的副程式包，可以在Fortran和C語言下執行。
- jNOVAS （页面存档备份，存于）：由美國海軍氣象局和海洋司令部開發，以java包裝的叢集，包括噴射推進實驗室行星和月球星曆的DE421二進位檔案。

## 外部連結
教程與教學筆記
- Professor Vincent's course notes at the University of St.Andrews （页面存档备份，存于）

- From Stephen Tonkin's Astronomy totorials （页面存档备份，存于）

- From Professor Kirkman's tutorials at College of Saint Benedict + Saint John's University （页面存档备份，存于）